# Collegio elettorale di Terracina (Senato della Repubblica)
Il collegio di Terracina fu un collegio elettorale uninominale della Repubblica Italiana per l'elezione del Senato della Repubblica. Apparteneva alla circoscrizione Lazio e fu utilizzato per eleggere un senatore nella XII, XIII e XIV legislatura.
Venne istituito nel 1993 con la cosiddetta Legge Mattarella (Legge n. 276, Norme per l'elezione del Senato della Repubblica), attuata in seguito al referendum abrogativo del 1993. La legge istituì per la Camera dei deputati e per il Senato della Repubblica un sistema di elezione misto, in parte maggioritario e in parte proporzionale. Il 75% dei parlamentari dell'assemblea veniva eletto in collegi uninominali tramite sistema maggioritario a turno unico; il restante 25% al Senato veniva eletto tramite recupero proporzionale dei più votati non eletti attraverso un meccanismo di calcolo denominato scorporo, cioè sottraendo dal conteggio dei voti totali di una lista nella parte proporzionale i voti ottenuti dai candidati collegati alla medesima lista che erano eletti nei collegi uninominali con il sistema maggioritario.
Il collegio venne abolito insieme a tutti gli altri che costituivano il Senato con la promulgazione della legge elettorale successiva, la cosiddetta Legge Calderoli. Questa prevedeva un sistema proporzionale con premio di maggioranza, che al Senato veniva attribuito a livello regionale.

## Territorio
Il collegio di Terracina era uno dei 21 collegi uninominali in cui era suddiviso il Lazio e, come previsto dal D.Lgs. del 20 dicembre 1993 n. 535, era interamente compreso nella provincia di Latina e comprendeva i seguenti comuni: Campodimele, Castelforte, Fondi, Formia, Gaeta, Itri, Lenola, Minturno, Monte San Biagio, Pontinia, Ponza, Sabaudia, San Felice Circeo, Santi Cosma e Damiano, Sonnino, Sperlonga, Spigno Saturnia, Terracina e Ventotene.

## Eletti
| Elezione | Elezione | Senatore         | Partito                      |
| -------- | -------- | ---------------- | ---------------------------- |
|          | 1994     | Erasmo Magliozzi | Polo del Buon Governo (AN)   |
|          | 1996     | Franco Fausti    | Polo per le Libertà (CCD)    |
|          | 2001     | Michele Forte    | Casa delle Libertà (CCD/UdC) |

## Dati elettorali

### XII legislatura
|                               | Erasmo Magliozzi ✔️ Eletto   | Polo del Buon Governo        | 58 439  | 46,79 |  |  |  |  |  |
|                               | Francesco Carta              | Progressisti                 | 35 571  | 28,48 |  |  |  |  |  |
|                               | Giuseppe Sangiorgi           | Patto per l'Italia           | 21 580  | 17,28 |  |  |  |  |  |
|                               | Anna Maria Carboni           | Lista Pannella-Riformatori   | 4 950   | 3,96  |  |  |  |  |  |
|                               | Graziella Marongiu Colombani | Verdi Federalisti            | 2 571   | 2,06  |  |  |  |  |  |
|                               | Franco Fracasso              | Partito della Legge Naturale | 1 786   | 1,43  |  |  |  |  |  |
| Totale                        | Totale                       | Totale                       | 124 897 | 100   |  |  |  |  |  |
|                               |                              |                              |         |       |  |  |  |  |  |
| Voti non validi               | Voti non validi              | Voti non validi              | 13 795  | 9,95  |  |  |  |  |  |
| Votanti                       | Votanti                      | Votanti                      | 138 692 | 82,58 |  |  |  |  |  |
| Elettori                      | Elettori                     | Elettori                     | 167 942 |       |  |  |  |  |  |
|                               |                              |                              |         |       |  |  |  |  |  |
| Data: 27-28 marzo 1994        |                              |                              |         |       |  |  |  |  |  |
| Fonte: Ministero dell'interno |                              |                              |         |       |  |  |  |  |  |

### XIII legislatura
|                               | Franco Fausti ✔️ Eletto | Polo per le Libertà                | 67 692  | 54,17 |  |  |  |  |  |
|                               | Antonio Signore         | L'Ulivo                            | 44 466  | 35,59 |  |  |  |  |  |
|                               | Candido Tatarelli       | Movimento Sociale Fiamma Tricolore | 7 315   | 5,85  |  |  |  |  |  |
|                               | Marina Mobilio          | Lista Pannella-Sgarbi              | 3 534   | 2,83  |  |  |  |  |  |
|                               | Raffaele Romano         | Socialista                         | 1 946   | 1,56  |  |  |  |  |  |
| Totale                        | Totale                  | Totale                             | 124 953 | 100   |  |  |  |  |  |
|                               |                         |                                    |         |       |  |  |  |  |  |
| Voti non validi               | Voti non validi         | Voti non validi                    | 8 135   | 6,11  |  |  |  |  |  |
| Votanti                       | Votanti                 | Votanti                            | 133 088 | 75,81 |  |  |  |  |  |
| Elettori                      | Elettori                | Elettori                           | 175 555 |       |  |  |  |  |  |
|                               |                         |                                    |         |       |  |  |  |  |  |
| Data: 21 aprile 1996          |                         |                                    |         |       |  |  |  |  |  |
| Fonte: Ministero dell'interno |                         |                                    |         |       |  |  |  |  |  |

### XIV legislatura
|                               | Michele Forte ✔️ Eletto       | Casa delle Libertà                   | 73 183  | 54,29 |  |  |  |  |  |
|                               | Alessio Valente               | L'Ulivo                              | 35 198  | 26,11 |  |  |  |  |  |
|                               | Romano Vito                   | Lista Di Pietro                      | 7 671   | 5,69  |  |  |  |  |  |
|                               | Maria Rosaria Saccucci Abbate | Democrazia Europea                   | 6 067   | 4,50  |  |  |  |  |  |
|                               | Sergio Rossi                  | Partito della Rifondazione Comunista | 4 459   | 3,31  |  |  |  |  |  |
|                               | Augusto Venditti              | Fronte Nazionale                     | 3 917   | 2,91  |  |  |  |  |  |
|                               | Adalgiso Ferrucci             | Fiamma Tricolore                     | 2 221   | 1,65  |  |  |  |  |  |
|                               | Adolfa Ausiliatrice Bruno     | Lista Pannella-Bonino                | 2 093   | 1,55  |  |  |  |  |  |
| Totale                        | Totale                        | Totale                               | 134 809 | 100   |  |  |  |  |  |
|                               |                               |                                      |         |       |  |  |  |  |  |
| Voti non validi               | Voti non validi               | Voti non validi                      | 13 365  | 9,02  |  |  |  |  |  |
| Votanti                       | Votanti                       | Votanti                              | 148 174 | 80,44 |  |  |  |  |  |
| Elettori                      | Elettori                      | Elettori                             | 184 194 |       |  |  |  |  |  |
|                               |                               |                                      |         |       |  |  |  |  |  |
| Data: 13 maggio 2001          |                               |                                      |         |       |  |  |  |  |  |
| Fonte: Ministero dell'interno |                               |                                      |         |       |  |  |  |  |  |